# 于尔戈斯
于尔戈斯（法語：Urgosse，法語發音：[yʁɡɔs]）是法国热尔省的一个市镇，位于该省西部，属于孔东区。

## 地理
于尔戈斯（43°44'13"N, 0°1'25"W）面积6.7 平方千米，位于法国奧克西塔尼大區热尔省，该省份为法国西南部内陆省份，北起顺时针与洛特-加龙省、塔恩-加龙省、上加龙省、上比利牛斯省、大西洋比利牛斯省和朗德省接壤。
与于尔戈斯接壤的市镇（或旧市镇、城区）包括：上阿尔布拉德、诺加罗、锡永、索尔贝特。

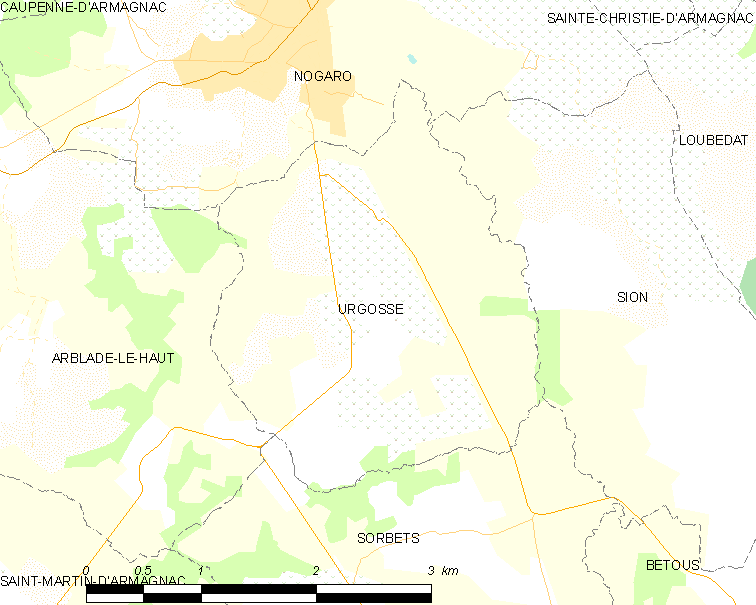
于尔戈斯的OSM定位图

于尔戈斯的时区为UTC+01:00、UTC+02:00（夏令时）。

## 行政
于尔戈斯的邮政编码为32110，INSEE市镇编码为32458。

## 政治
于尔戈斯所属的省级选区为大下阿马尼亚克县。

## 人口

1962-2008年间于尔戈斯人口变化图示

于尔戈斯于2022年1月1日时的人口数量为239人。